# 欧阳炳昆
歐陽炳昆（1920年7月25日—1980年5月31日），又譯歐陽炳坤，印度尼西亞華裔記者、作家、商人，《羅盤報》和格拉美迪亞書店的共同創辦人之一。
歐陽炳昆接受過荷蘭式教育，並在就學期間成為天主教徒。完成師範教育後，他首先在巴達維亞（今雅加達）一所小學任教，然後在第二次世界大戰結束後加入《明星週刊》和《競報》，開展其新聞界生涯。
歐陽炳昆和教友雅各布·烏塔瑪在1963年創立《精華》月刊，復於1965年共同創辦《羅盤報》，歐陽氏擔任社長，烏塔瑪則擔任主編。之後他在1970年代創立格拉美迪亞書店。此外，他還參與新明会、法律援助機構的會務，以及塔魯瑪迦大學的籌建工作。

## 民族观点
欧阳因贊成以通婚等手段來實現民族同化，因此被稱爲同化派。